# Yukiko Kada
Pour les articles homonymes, voir Kada (homonymie).
Ne doit pas être confondu avec Yukiko Okada.
Yukiko Kada (嘉田 由紀子, Kada Yukiko), née le 18 mai 1950 à Honjō (Saitama), est une universitaire et femme politique japonaise, gouverneure de la préfecture de Shiga de 2006 à 2014.

## Parcours
Fille d'un conseiller municipal, elle s'engage dans des études de troisième cycle après être diplômée de la faculté d'agronomie de l'université de Kyoto. Elle s'engage dans des recherches d'écologie, fréquentant entre autres l'université du Wisconsin, et s'investit dans des projets d'aide au développement en Afrique et en Asie. Après l'obtention d'un doctorat en 1981, elle oriente ses recherches sur la protection du plus grand lac d'eau douce du Japon, le lac Biwa, et participe à de nombreuses actions pour l'environnement. Elle a enseigne à la faculté d'écologie sociale de l'université Kyoto-Seika de 2000 à 2006.

## La femme politique
Elle est élue gouverneure de la préfecture de Shiga le 2 juillet 2006, avec l'investiture du Parti social-démocrate (PSD) et en obtenant 217 842 voix soit 46,2 % des suffrages exprimés, face au sortant (qui était en place depuis 1998 et était soutenu par les trois plus grands partis nationaux) Yoshitsugu Kunimatsu (185 344 voix, 39,16 %). Investie le 20 juillet 2006, elle devient la cinquième femme du pays à avoir jamais été arrivée à ce niveau de responsabilités, et la première de cette préfecture. Elle est réélue plus nettement le 11 juillet 2010 pour un deuxième mandat de quatre ans, avec 419 921 voix (63,17 %), face à l'ancien député libéral-démocrate Ken'ichirō Ueno (208 707 votes, 31,4 %).
Toujours portée sur les questions environnementales, elle est membre fondatrice et première présidente du parti du futur du Japon, qui rassemble les forces politiques japonaises écologistes favorables à la sortie du nucléaire civil en vue des élections législatives de décembre 2012. Ce parti est également rejoint par certains dissidents récents de la coalition de centre-gauche portée au pouvoir en 2009, à savoir du Parti démocrate du Japon (PDJ) pour les proches d'Ichirō Ozawa, du Nouveau parti du peuple (NPP) avec Shizuka Kamei ou du PSD à travers Tomoko Abe, mais aussi par le maire de Nagoya Takashi Kawamura et son parti local anti-taxe Genzei Nippon.